# Luso-indiani
Luso-indiani o portoghese-indiano è un sottogruppo del più ampio gruppo etnico multirazziale creolo dei c.d. "Luso-asiatici". I luso-indiani sono persone i cui antenati mescolano una delle etnie del Subcontinente indiano con l'etnia europea dei Portoghesi o discendenti dei Portoghesi stanziatisi nelle ex colonie indiane portoghesi, le più importanti delle quali erano Goa e Damaon della regione di Konkan nell'attuale Repubblica dell'India (ex India britannica), e i loro discendenti sparsisi nel mondo, in special modo nelle c.d. Anglosfera (ex Impero britannico) e Lusosfera (ex Indie orientali portoghesi). I luso-asiatici del subcontinente indiano provengono principalmente da Goa, Daman e Diu, Mangalore, Korlai (Chaul), Bassein, Silvassa, Cape Comorin e Fort Cochin. Ci sono anche un certo numero di nuovi bramini cristiani e Cxatria con cognomi portoghesi ma non possiedono necessariamente antenati europei poiché i loro nomi vennero europeizzati dai missionari portoghesi nel processo della loro conversione al cristianesimo occidentale nel XVI secolo per prevenire la discriminazione di casta tra i convertiti nativi. Tuttavia, in molti casi sono indistinguibili dalla più ampia popolazione luso-indiana.

## Storia

### Origini

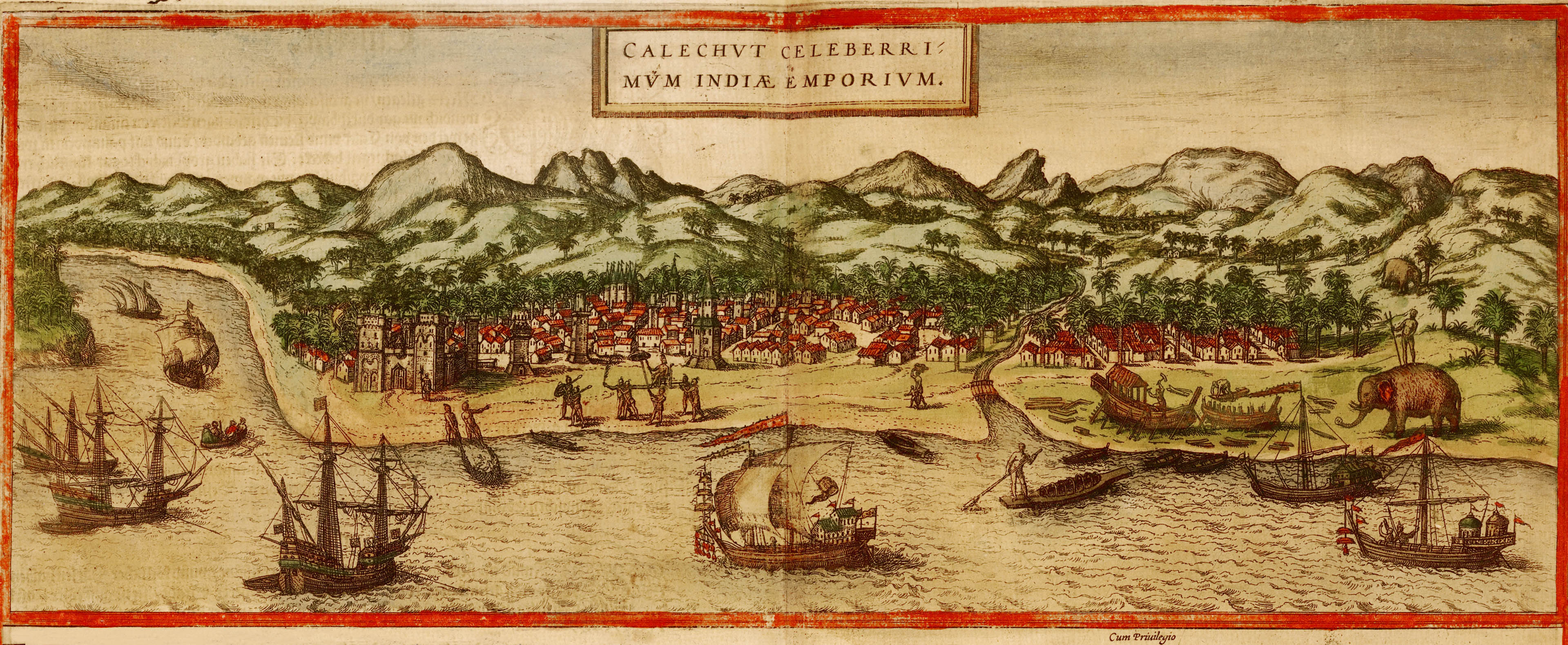
Città di Calicut, India, c.1572 (dall'atlante Civitates orbis terrarum di Georg Braun e Frans Hogenberg)

Nel XVI secolo, mille anni dopo il crollo dell'Impero Romano d'Occidente, i portoghesi divennero la prima potenza europea a iniziare a commerciare nell'Oceano Indiano. Arrivarono nel sud dell'India alcuni anni prima che i Moghul apparissero nel nord. All'inizio del Cinquecento, stabilirono le loro postazioni commerciali (fabbriche) in tutte le aree costiere dell'Oceano Indiano e del Pacifico, facendo di Goa, nel sud-ovest dell'India, sulla costa del Malabar, la capitale di questa talassocrazia.
Nel 1498 il numero degli europei residenti nel Malabar era di poche decine di migliaia. Nel 1580, Goa era una città sofisticata con una società ormai pienamente "indo-portoghese". All'inizio dello sviluppo della società portoghese in India, fu l'ammiraglio Afonso de Albuquerque ad incoraggiare i soldati portoghesi a sposare donne indigene, originando così il meticciato che fu diretta conseguenza di questa Politicos dos casamentos.
I portoghesi spedirono anche molti órfãs d'El-Rei nell'India portoghese, in particolare a Goa. Orfas del Rei, letteralmente "Orfane del Re", erano ragazze portoghesi inviate in territori d'oltremare per sposare coloni portoghesi o nativi con uno status elevato.

### Arrivo di altri europei

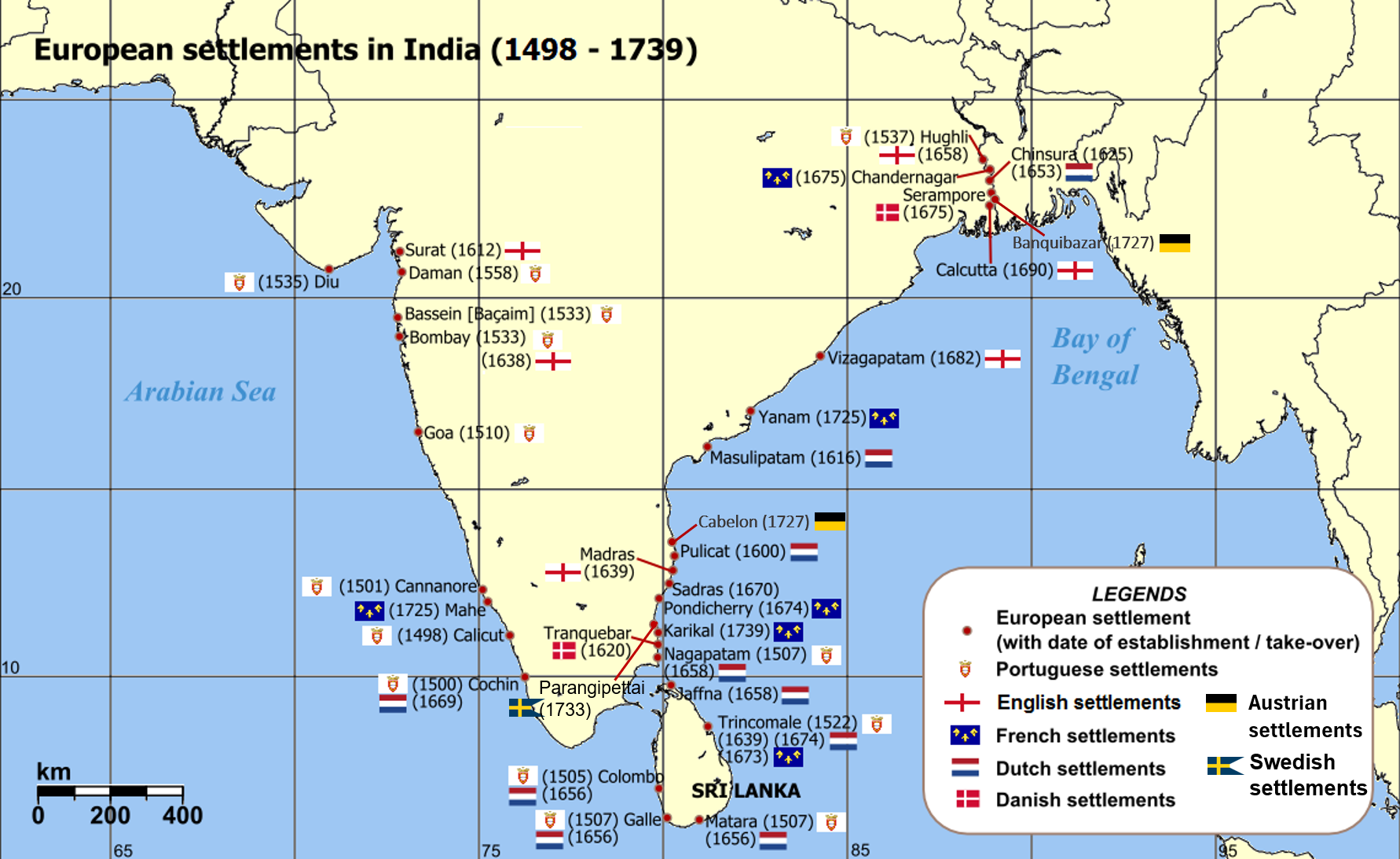
Insediamenti portoghesi e di altri paesi europei in India.

Le Compagnie delle Indie Orientali inglese, francese e olandese divennero attive nel commercio dell'Estremo Oriente in modo significativo circa centocinquanta anni dopo quelle portoghesi. Anch'essi stabilirono le loro postazioni in tutto l'Oceano Indiano. Entro la metà del XVII secolo c'erano diverse migliaia di portoghesi e luso-indiani in India e una popolazione relativamente piccola di altri indiani-europei. Alla fine del XVII secolo, le Compagnie delle Indie Orientali avevano stabilito tre importanti stazioni commerciali in India – Fort St. George ( Chennai ), Fort St William ( Kolkata ) e Bombay Island . Nel 1670, la popolazione portoghese a Madras contava circa 3 000 abitanti.

## Comunità di lingua portoghese nella Repubblica dell'India

### Korlai
Korlai è al centro di una piccola fiorente comunità di cristiani indo-portoghesi, stabilita da quasi 500 anni sulla costa occidentale dell'India a Chaul vicino a Mumbai. Questa è una delle uniche comunità di lingua portoghese del XVI secolo in India oggi, dove la lingua si è trasformata nel corso dei decenni in creolo portoghese Korlai, un mix variante del portoghese del XVI secolo e delle lingue indiane locali. I portoghesi lasciarono Korlai e Chaul intorno al 1740 e la lingua sopravvisse anche grazie ai sacerdoti di lingua portoghese, poiché la diocesi sacerdotale era sotto Goa fino all'inizio degli anni '60. Ha un uso vigoroso ed è anche conosciuto come Kristi ("cristiano"), Korlai creolo portoghese, Korlai portoghese o Nou Ling ("la nostra lingua" nella lingua stessa). La piccola comunità sopravvissuta di una forte popolazione di 1600 è un eccellente esempio della diversità culturale, dell'integrità e degli ampi legami commerciali dell'India storica. Il luogo si vanta anche di essere un'area in cui cristiani, indù, musulmani ed ebrei convivono in armonia da secoli all'interno della stessa regione, eppure oggi si relazionano con orgoglio come indiani.

### Goa
Goa fu la capitale dell'India portoghese dal 1530 e fu chiamata "Roma d'Oriente". I Luso-Goan nacquero in seguito a matrimoni misti tra i soldati portoghesi e le donne native di Goa all'indomani della conquista portoghese di Goa nel 1510. Luso-Goans parlava konkani e portoghese con la generazione attuale che parlava anche inglese e scriveva konkani in caratteri romani . Il portoghese era la lingua del governo della provincia d'oltremare, tuttavia ora è ancora il portoghese parlato come prima lingua solo da una minoranza di Goan, ristretta alle famiglie cattoliche di classe superiore e alla generazione più anziana. Tuttavia, il numero annuale di Goan che imparano il portoghese come seconda lingua è in continuo aumento nel 21º secolo. L'ultimo giornale in portoghese terminò la pubblicazione negli anni '80 (cioè O Heraldo passò dal portoghese all'inglese durante la notte a metà degli anni Ottanta). Tuttavia, la "Fundação do Oriente" e la Società dell'amicizia indo-portoghese (Sociedade de Amizade Indo-Portuguesa) sono ancora attive. Molti segni in portoghese sono ancora visibili sui negozi e sugli edifici amministrativi nelle città di Goa come Panjim, Margão e Vasco da Gama . Dopo l'annessione indiana di Goa, il governo indiano ha cambiato i nomi portoghesi di molti luoghi e istituti. C'è un dipartimento di lingua portoghese presso l'Università di Goa e la maggior parte degli studenti luso-goani sceglie il portoghese come terza lingua nelle scuole. I Luso-Goan possono scegliere di essere cittadini completamente portoghesi o cittadini completamente indiani o cittadini completamente portoghesi con un OCI (cittadinanza d'oltremare dell'India) concesso dalla legge sulla nazionalità indiana .
Quei Luso-Goan di nobile discendenza hanno una storia familiare ben documentata e un patrimonio registrato e mantenuto in vari archivi in Portogallo e Goa. Durante la monarchia assoluta, i nobili luso-goani godevano dello status più privilegiato di Goa e ricoprivano le cariche più importanti.  Con l'introduzione delle riforme Pombaline negli anni 1750 e poi della monarchia costituzionale nel 1834, l'influenza dei nobili diminuì notevolmente. Dopo che il Portogallo divenne una repubblica nel 1910, alcuni discendenti luso-goani della nobiltà di Goa continuarono a portare i titoli delle loro famiglie secondo gli standard sostenuti dall'Istituto portoghese della nobiltà (Instituto da Nobreza Portuguesa), tradizionalmente sotto l'autorità del capo della l'ex Casa regnante di Braganza.

### Kochi
A Kochi, il primo insediamento europeo dell'India, i portoghesi si stabilirono in aree come Mulavukad, Vypeen, Gothuruth e Fort Kochi . Si sposarono con la popolazione malayali locale e i bambini così nati furono chiamati mesticos ( olandese : Topasses ). Parlavano una lingua creola chiamata creolo portoghese Cochin . Il dominio portoghese si estese per 150 anni fino all'annessione di Cochin da parte degli olandesi. Ai mesticos portoghesi fu permesso di rimanere sotto il dominio olandese e prosperarono anche durante la successiva occupazione britannica e la successiva indipendenza. Hanno la loro cultura e il loro stile di vestirsi unici e la loro cucina è fortemente basata sulla cucina portoghese.
I luso-indiani ora sono circa 40.000 a Kochi ed è il principale centro per gli affari anglo-indiani in Kerala. Ci sono anche famiglie cattoliche con cognomi portoghesi a Kochi, Kannur, Tellicherry, Trivandrum e Calicut (non più a Mahé ). Tra questi l'inglese ha sostituito il creolo portoghese come lingua di famiglia una, due o tre generazioni fa, quindi di solito affermano di essere anglo-indiani (o eurasiatici) invece che portoghesi, come sarebbe stato il caso fino al 19º secolo.

### Altrove
Nella costa di Coromandel, i luso-indiani erano generalmente conosciuti come Topasses . Erano cattolici e parlavano creolo portoghese. Quando l'Inghilterra iniziò a governare in India, iniziarono a parlare inglese al posto del portoghese e anche anglicizzati i loro nomi. Ora fanno parte della comunità eurasiatica. A Negapatam, nel 1883, c'erano 20 famiglie che parlavano creolo portoghese. Attualmente ci sono circa 2 000 persone che parlano il portoghese creolo a Damão mentre a Diu la lingua è quasi estinta. Circa 900 persone monolingui parlano attualmente il portoghese creolo a Korlai .
Nel nord dell'India, i luso-indiani sono presenti solo a Kanpur . Durante il 18º secolo Kanpur era un importante centro commerciale portoghese e aveva una grande popolazione portoghese che è diminuita dopo la colonizzazione da parte delle forze britanniche. I portoghesi costituiscono attualmente il grande gruppo etnico tra le comunità etniche di Kanpur.
Bondashil, situato nel distretto di Badarpur nell'Assam meridionale, aveva un insediamento portoghese di circa 40 famiglie nel XVII secolo. Altri a Rangamati nel distretto di Goalpara dell'Assam e Mariamnagar alla periferia della capitale del Tripura, Agartala .

## Comunità di lingua portoghese pre-indipendenza British Raj India
Numerosi luso-indiani e luso-goani avevano sede nelle grandi città del Raj, la maggioranza a Mumbai, e un numero minore a Karachi e in altre città indiane. Nei decenni successivi alla formazione del Pakistan molti Goan partirono per migliori opportunità economiche in Occidente o nei paesi del Golfo Persico. Molti anglo-indiani risiedevano anche a Karachi e spesso sposavano luso-asiatici  . I discendenti fanno parte di una comunità minoritaria e sono cittadini pakistani e non possono visitare facilmente le loro case di famiglia ancestrali a Goa dopo l'annessione indiana di Goa nel 1961.

## Luso-indiani, Luso-Goani fuori dalla Repubblica dell'India
Durante il governo portoghese in alcune parti dell'odierna Repubblica dell'India, molti mestiços luso-indiani e luso-goani lasciarono il subcontinente indiano per altri territori e colonie portoghesi per scopi commerciali. Alcuni divennero anche missionari cattolici romani a Macao, in Indonesia e in Giappone . Uno di questi mestiço fu Gonsalo Garcia, un santo cattolico martirizzato in Giappone nel 1597. Altri luso-indiani andarono a Macao, allora colonia portoghese, dove si sposarono con la popolazione locale macanese. I mestiços di Goan sono oggi tra gli antenati di molti macanesi. Prima di dirigersi a Macao, gli indiani luso emigrarono a Malacca, Singapore e Indonesia. Ancora altri luso-indiani andarono nel Mozambico portoghese . Membri noti della comunità luso-indiana mozambicana sono Otelo Saraiva de Carvalho, un leader della rivoluzione dei garofani contro l'Estado Novo in Portogallo, e Orlando da Costa, uno scrittore nato in Mozambico e vissuto fino all'età di 18 anni a Goa.
Durante i giorni dell'impero britannico, molti Goan emigrarono nelle regioni governate dai britannici nell'Africa orientale come il Kenya e l'Uganda. I figli mestiço di ricchi uomini portoghesi venivano spesso mandati in Portogallo per studiare. A volte sono rimasti lì e hanno stabilito delle famiglie. Molti mestiços portoghesi sono diventati politici di spicco, avvocati, scrittori o celebrità. Alfredo Nobre da Costa, che fu per breve tempo Primo Ministro del Portogallo nel 1978, era di discendenza parziale di Goa da parte di suo padre. Allo stesso modo, António Costa, primo ministro del Portogallo dal 26 novembre 2015, è per un quarto Goan attraverso suo padre, Orlando da Costa . Anche la presentatrice televisiva Catarina Furtado è in parte indiana.
Dopo l'annessione indiana di Goa del 1961, molti portoghesi di etnia che vivevano a Goa, così come assimilati e mestiços di Goa o luso-indiani fuggirono da Goa per il Portogallo, il Brasile o l'Africa portoghese, altri continuarono a vivere a Goa, che è sotto lo stato della Repubblica dell'India.